# Paisjusz (Jurkow)
Paisjusz, imię świeckie Wiktor Dmitrijewicz Jurkow (ur. 22 października 1970 w Briańsku) – rosyjski biskup prawosławny.

## Życiorys
Od trzeciego roku życia mieszkał razem z rodziną w Moskwie, tam uzyskał średnie wykształcenie. W lutym 1992, rok po odbyciu zasadniczej służby wojskowej, wstąpił do monasteru św. Mikołaja w Wierchoturiu. Dwa miesiące później namiestnik monasteru, ihumen Tichon (Zatiokin), przyjął od niego śluby mnisze w riasofor, nadając mu imię zakonne Paisjusz na cześć świętego mnicha Paisjusza Wieliczkowskiego. 29 kwietnia 1992 przyjął święcenia diakońskie z rąk arcybiskupa jekaterynburskiego i wierchoturskiego Melchizedeka, w cerkwi Chrystusa Wszechmiłującego w Jekaterynburgu. 31 maja tego samego roku ten sam hierarcha wyświęcił go na kapłana, co miało miejsce w monasterze Zaśnięcia Matki Bożej w Dałmatowie.
Od 1993 żył w Monasterze Nowospasskim w Moskwie i służył jako kapelan pacjentów i pracowników instytutu onkologicznego im. Hercena, jak również jako dziekan klasztoru. Trzy lata później podjął w trybie zaocznym naukę w seminarium duchownym w Moskwie, ukończoną w 1998. W latach 1994–1996 był ponadto jednym z nauczycieli w niedzielnej szkole prowadzonej przez mnichów. W 1998 złożył wieczyste śluby mnisze przed przełożonym monasteru, biskupem oriechowo-zujewskim Aleksym. Zachował imię Paisjusz, lecz zmienił świętego patrona na św. Paisjusza Pieczerskiego. W latach 2002–2005 w tym samym trybie studiował na Moskiewskiej Akademii Duchownej. W 2007 obronił pracę końcową poświęconą działalności wielkiego księcia Sergiusza Romanowa w charakterze przewodniczącego Cesarskiego Prawosławnego Towarzystwa Palestyńskiego. W tym samym roku otrzymał godność ihumena. Od 2000 był proboszczem cerkwi Ikony Matki Bożej „Pantanassa” przy instytucie onkologicznym im. Hercena, w latach 1997–2011 – odpowiadał za prowadzenie klasztornego refektarza i kuchni, zaś od 2011 był ponownie dziekanem monasteru.
25 lipca 2014 Święty Synod Rosyjskiego Kościoła Prawosławnego nominował go na biskupa szczygierskiego i manturowskiego, w związku z czym cztery dni później otrzymał godność archimandryty. Jego chirotonia biskupia odbyła się 19 sierpnia 2014 w Monasterze Sołowieckim, pod przewodnictwem patriarchy moskiewskiego i całej Rusi Cyryla.
W 2020 r. został przeniesiony na katedrę żeleznogorską; jednocześnie nadal czasowo zarządza eparchią szczygierską.